# Комратський державний університет
Комратський державний університет (гаг. Komrat Devlet Universiteti) — багатопрофільний вищий навчальний заклад Молдови, який здійснює свою роботу відповідно до Закону «Про освіту» Республіки Молдова і координує свою діяльність з Міністерством освіти та молоді Республіки Молдова. 
Університет розташовується в місті Комрат і є правонаступником Гагаузького національного університету. Заснований 16 лютого 1991 року. 
На чотирьох факультетах надається вища освіта за 38-ма спеціальностями. Викладання проводяться румунською, гагаузькою, болгарською, англійською мовами.
Першим ректором університету став основоположник гагаузької літератури Діоніс Танасогло (1922–2005). У даний час ректором є Зінаїда Арікова.

## Список ректорів університету
- Діоніс Танасогло;
- Іван Кристіогло;
- Михаїл Дарадур;
- Зінаїда Арікова.